# Прапор Кошицького краю

Прапор Кошицького краю (співвідношення 2:3)

Прапор Кошицького краю, регіону Словаччини, як і чотири із семи інших словацьких регіональних прапорів, складається з чотирьох кольорових областей, причому дві ліві квадратні, а дві праві — вдвічі ширші за ліві, прямокутні. Кольори прапора Кошицького краю жовтий (верхній ліворуч і нижній праворуч), червоний (верхній праворуч) і синій (нижній ліворуч).
Кольори походять від домінуючих кольорів регіонального герба, які зображені ліворуч. Цей герб поділений на чотири чверті, кожна з яких показує символ одного або кількох історичних комітатів: угорі ліворуч Абов (верхня половина) і Турня, угорі праворуч Спиш, унизу ліворуч, Земплін (верхня половина) і Ух і, нарешті, нижня праворуч Гемер. Прапор прийнято 15 квітня 2002 року.